# 鲁力
鲁力（1978年—2020年2月29日），中华人民共和国政治人物，中国共产党党员。1996年参加工作。前中华人民共和国湖南省长沙市交通运输综合行政执法局岳麓大队第三大队大队长。在抗击新冠肺炎疫情期间殉职，终年42岁。

## 生平
鲁力是长沙市交通运输综合行政执法局岳麓大队最年轻的大队长。新冠肺炎疫情发生后，鲁力连续多天都在进行着高强度的工作。2020年2月29日，鲁力因劳累过度猝死，年仅42岁。2020年3月5日，湖南省长沙市工会追授鲁力“长沙市五一劳动奖章”。